# Applicatiehosting
Applicatiehosting is het hosten van software of applicaties op een webserver. Het verschilt van gewone hosting in die zin dat applicatiehosting toelaat om computerprogramma's of uitvoerbare bestanden te hosten.
Applicatiehosting berust in 90% van de gevallen op een zelf te beheren server, dan is eigenlijk meer sprake van een dedicated server. Dit komt doordat het voor hosting-bedrijven erg gevaarlijk is om toe te staan dat bestanden worden uitgevoerd. Wanneer uw applicatie vastloopt of u plaatst malware op de webserver, vertraagt dit de server aanzienlijk. Daardoor worden andere websites, die ook op deze server gehost, langzamer of niet meer toegankelijk. Daarom kunt u geen uitvoerbare bestanden plaatsen op een shared hosting-account maar wel op een dedicated server. Deze is namelijk in uw beheer en is dan ook uw verantwoordelijkheid.
In de praktijk betekent applicatiehosting dat men overal toegang heeft tot applicaties, data of documenten.
Applicatiehosting is door de groeiende invloed van het internet een groeiende markt. Steeds meer bedrijven nemen de beslissing hun applicatie en documenten online te plaatsen. Als men gebruik wil maken van een mobiel kantoor dan moet men een applicatie en bestanden laten hosten op een webserver zodat alle werknemers die kunnen bereiken. Een voorbeeld van een programma dat dit mogelijk maakt is Microsoft 365.
Er bestaan verschillende types applicatie-servers. Vaak voorkomende applicatie-servers zijn:
- documentbeheer
- databases
- e-mail
- opslag

## Andere types hosting
- Cloudcomputing
- Shared hosting